# ひかり (コラムニスト)
コラムニスト・ひかり（生年不詳 6月2日 ‐）は、東京都出身のコラムニストである。「子供おばさん」シリーズで、コラムを執筆している。アメブロ公式トップブロガーとしても活躍している。All About恋愛・人間関係ガイド。
「子供おばさん」というワードを「大人女子」の反対の造語として生み出し、流行らせた（商標登録済み）。

## 人物
明治大学文学部文学科演劇学専攻卒。劇団員、イベントMC、上場企業の広報社員などを経験し、会社員時代に書いていたブログ「ホンネのOL“婚活”日記」（現：「ホンネの“子供おばさん”日記～愛と光の道へ～」が人気に。2009年に夕刊フジでのコラム連載をきっかけにコラムニストに。2011年から
All Aboutの恋愛・人間関係ガイドとして執筆。その他、講談社「ミモレ」などで、数々のコラム＆４コマ漫画を連載中。2010年に短編集『100 の恋』(泰文堂)で小説家デビューをしている。
「大人女子」の反対語として「子供おばさん」という言葉を流行らせ、書籍「大人女子と子供おばさん」を出版し、色々な媒体で関連のコラム＆漫画を執筆している。
本名では、夕刊フジなどで著名人インタビュー、イベント、グルメなどを取材するフリーライターとして活動している。「新聞ライター（♀）の取材日記」
- 「ホンネの“子供おばさん”日記～愛と光の道へ～」（前タイトル「ホンネのOL“婚活”日記」）、「４コマ漫画『子供おばさん』」共に、アメブロの公式トップブロガー。「ホンネの“子供おばさん”日記」は2009年2月28日から、1日も休まず毎日UPしている。
- 2021年4月20日に、11年以上続けていたブログタイトル「ホンネのOL“婚活”日記」を「ホンネの“子供おばさん”日記」に変更。  理由は、時代の流れにより、「OL」は死語になりつつあるから。[1]
- ブログ開始時は会社員（某企業の広報）だったため、顔出ししないで、明るそう名前にしようと3秒で考えたペンネーム（ひかり）を付けてブログを執筆。2010年に書籍「恋愛の青い鳥」の出版を機に取材依頼が来たため、初の顔出しをした。
- 2016年3月26日に、HAPPYになりたい女性に向けた恋愛＆幸せ情報サイト「HAPPY WOMAN NEWS」（現：「あいとひかりのたね」）を開設。
- 2018年に開催されたAll About「第17回 Red Ball Japan」で、「2017年度ＭＶＰ」（恋愛部門）を受賞している。
- 2015年2月14日にペンネームを、「ひかり→コラムニスト・ひかり」に改名。理由は、「ひかり」だけだとネット検索にひっかからないから。
- 2025年に「HAPPY WOMAN NEWS」は、本音で語る新しい視点メディア「あいとひかりのたね」に名前を変更。理由は、似た名前のWEBサイトが優位になり、Googleの検索にひっかからなくなったから。

### ■「子供おばさん」コラム＆漫画
- 「子供おばさん」（＝大人になりきれない、若作りの子供っぽいおばさん）を「大人女子」（＝歳を重ねても、若々しくて可愛らしい大人の女性）の反対語として、言葉を生み、流行らせた。

- ブログに来た読者からのコメントに返事する際、「それは大人女子ではなく、子供おばさんよ」と書いたのをきっかけに、All Aboutでも大人女子と子供おばさんを比較するコラムを書いたところ、YAHOO！ニュースにも紹介されるほど話題に。その後、書籍「大人女子と子供おばさん」（新人物往来社・※現在はKADOKAWA）を出版し、３刷1万部のヒット。その他、子供おばさん関連の電子書籍の出版をしたり、媒体でも子供おばさんのコラム連載をしたりしている。
- 2015年からイラストレーターとブログで4コマ漫画「子供おばさんと大人女子」を連載開始。コラムニスト・ひかりが、自身の書籍やコラムで紹介していた「子供おばさん」ネタを元に漫画のシナリオを作成し（原作）、イラストレーターが作画を行っていたが、2019年に解散。それ以降は、ひかりが漫画も手掛け、P・Hで漫画家デビューした。2020年10月からは、講談社「ミモレ」でコラムと共に4コマ漫画を連載している。
- 2015年10月期の篠原涼子主演の連続ドラマ『オトナ女子』（フジテレビ系）の公式HPで 「4コマ漫画『子供おばさんと大人女子』（特別編）」を連載。
- 2016年10月12日に 4コマ漫画「子供おばさんと大人女子」が、アメブロのデイリー総合ランキングで1位を獲得した[2]。

### ■コラムニスト以外の活動
- 2011年から15年間、夕刊フジ（産経新聞社）が休刊になるまで、カラー1Pの「ぴいぷる」欄で著名人インタビュー取材を行っていた（※本名で活動　https://ameblo.jp/katoyumiko/）。現在も他媒体でインタビューライターとして活動している。
- 小学生のときは劇団若草に所属し、蜷川幸雄氏演出の舞台などに子役として舞台に立っていた。
- 20代は海外公演などを行う前衛的な演劇にも参加。シカゴ、ポーランド、スイスなどの公演に出演した。 ハリウッド映画「ロスト・イン・トランスレーション」（ソフィア・コッポラ監督）にもウグイス嬢役で出演している。
- 20代の頃にイベントMCの経験があり、過去には「浅草サンバカーニバル」のMCを担当した経験もある。
- 2019年6月28日公開の映画「今日も嫌がらせ弁当」（塚本連平監督）に保母さん役で出演した。
- 2019年7月、「Wの悲喜劇」（AmebaTV）で、テーマ「子供部屋おばさん」のときに専門家として出演した。

## 主張
- 恋愛コラムでは、従来の「相手の気持ちを変えるためのテクニック」ではなく、その恋愛を通して「自分が変わる」ための方法、そして愛されることばかりを望むのではなく、自分のことも相手のことも「愛する」ことの大切さを執筆。思想のベースは孔子の「論語」。
- 「自分」が変われば、「環境」も変わるし、「相手の反応」も「出会う人」も変わる。だから、「自分」が変わることが、幸せになれる第一歩だと述べる。

。
- 自身のツイッターで、「子供おばさん」というワードについて、「『子供おばさん』という言葉は、悪口に思われがちだけど、私も含め子供おばさんだし、“普通の一般的な人”を基準にしています。だからこそ、『大人女子になる秘訣＝一歩先の幸せ』を提案しているんです。一昔前に流行った「オバタリアン」という言葉とは、そこがちょっと違うところかもしれません」と語っている。[4]

## 著書
- 100の恋 (リンダブックス)※共著
- 恋愛の青い鳥  (twj)
- 「大人女子」と「子供おばさん」 (新人物往来社→中経出版→KADOKAWAに変更)
- 愛される人の境界線 ～「子供おばさん」から「大人女子」に変わる方法～(中経出版→KADOKAWAに変更)
- 電子書籍「恋愛して幸せになる人、不幸になる人　-恋愛コラムニストは見た！男と女の駆け引き-」(夕刊フジ→ステップモアに変更）
- 電子書籍「“子供おばさん”にならない、幸せな生き方: ～自分を愛するということ～」(ステップモア）
- 電子書籍「（講座音声付き）自分を愛する、とっておきの秘訣」（ステップモア）
- 電子書籍「幸せな恋愛をつかめる4つのステップ」（ステップモア）
- 電子書籍「ネットでは書けない！ネット婚活の幸せメソッド」（ステップモア）
- 電子書籍「“子供おばさん”にならない、自分らしい恋愛」(ステップモア）
- 電子書籍「“子供おばさん”にならない、大人の人間関係」(ステップモア）
- 電子書籍「“子供おばさん”にならない、熟成させる人生」(ステップモア）

## 現在の連載
- 「All About　恋愛・人間関係ガイド」
- 講談社「ミモレ」「コラムニスト・ひかり　幸せに近づく思考術」
- 講談社「ミモレ」「今日も機嫌よく！アラフィフひとり暮らしの日常 」
- マイナビウーマン
- ツヴァイ「結婚相談所で“恋愛結婚”する秘訣」[5]
- 「あいとひかりのたね（旧HAPPY WOMAN NEWS）」
- 結婚相談所の超初心者ガイド「コラムニストひかりの『婚活しながら幸せになる方法』」

## 4コマ漫画連載
- 「ドラマ『オトナ女子』（フジテレビ系）の公式HP・4コマ漫画『子供おばさんと大人女子』（特別編）」

## 過去の連載
- 夕刊フジ　コラム連載『婚活女子のホンネ』2009年12月～2010年11月
- 夕刊フジ　コラム連載『50代からの恋愛』2011年12月～2012年3月
- マイナビ「フレッシャーズ報道」2012年3月～
- 「日経ウーマンオンライン『いまどき恋愛・結婚のリアル』」2014年2月～9月
- 「AM『「大人女子」と「子供おばさん」の恋愛の違い』」2013年3月～2015年3月
- 「『ホンネのOL“婚活”日記TV』」※映像
- 「WOMe『脱・子供おばさん！』
- 「ウーマンエキサイト『ひかりの恋愛お悩み相談室』
- 「Grapps『ひかりの恋愛お悩み相談室』『子供おばさんから大人女子になる方法』
- 小学館「スーツウーマン『非モテ女子の君へ』」
- 「P・H　4コマ漫画『20代コドモ女子・アイコの婚活日記～』」
- 「ログミー『ホンネのOL“婚活”日記TV』」

## 出演歴
- 2025年3月27日静岡放送　SBSラジオ「IPPO」に電話出演（「人間関係リセット症候群」について解説）
- 2024年6月27日静岡放送　SBSラジオ「IPPO」に電話出演（「9ボーダー世代のモヤモヤの解消」について解説）
- 2024年5月2日静岡放送　SBSラジオ「IPPO」に電話出演（「20〜30代が恋愛をしない理由」を解説）
- 2019年7月6日「Wの悲喜劇」（AmebaTV/テーマ「子供部屋おばさん」）で専門家として出演
- 2019年6月28日公開映画「今日も嫌がらせ弁当」保母さん役
- 2017年11月25日小金井市立貫井北センター主催　成人学校「幸せ恋愛トークカフェ2」（公民館貫井北分館）
- 2017年3月5日小金井市立貫井北センター主催　成人学校「幸せ恋愛トークカフェ」（公民館貫井北分館）
- 2016年2月20日脱！子供おばさん＆子供おじさん　幸せを掴むための秘訣（サンクチュアリ出版）
- 2015年8月30日ゼクシィ主催「幸せな恋愛をするための４ステップ」講座
- 2015年5月30日“子供おばさん”にならない、幸せな生き方講座（サンクチュアリ出版）
- 2015年1月25日小金井市立貫井北センター主催幸せになるための恋愛とは？（公民館貫井北分館）
- 2014年4月20日大人女子と子供おばさんの“愛される人の境界線”講座（サンクチュアリ出版）
- 2013年8月4日UULA「I LOVE YOU」の女性限定試写会
- 2013年5月25日・7月28日「シークレットな魅力講座」（サンクチュアリ出版）
- 2013年4月20日走水神社と願いを叶える２つの叶神社　講座付バスツアー（四季の旅）
- 2011年12月12日プランタン銀座プロデュース　女子会イベント
- 2011年11月5日　大人女子の恋愛力講座

## メディア掲載実績
- 「an・an」（マガジンハウス）（25/05/21発売号「人付き合いキャンセル界隈」について解説）」）
- 朝日新聞　夕刊「女子組」（ 16/7/12・2/23・15/09/09・8/25・4/28、その他多数）
- 女性誌「GROW」（宝島社）（15/03/28）
- 女性誌「steady」（宝島社）（14/06/06）
- 夕刊フジ（14/4/24）
- 週刊アスキー（14/4/22）
- 「週刊女性」（主婦と生活社）（13/1/29）
- 「With」3月号（講談社）（13/1/28）
- 「ＤＯＭＡＮＩ７月号」（小学館）（12/6/1）
- 朝日新聞　リレーおぴにおん（11/01/20）
- 週刊ＳＰＡ！10/12/7号

## ブログ・SNS
- 「ホンネの“子供おばさん”日記～愛と光の道へ～」
- 「4コマ漫画「子供おばさんと大人女子」
- 「コラムニスト・ひかり　Facebook」
- 「コラムニスト・ひかり　ツイッター」
- 「新聞ライター（♀）の取材日記」
- ひかりのちょっと変わった「幸せのヒント」（Voicy ）
- 「ひかりの“子供おばさん”ラジオ」（stand.fm）

## 参考
1. ↑  “『「OL」という言葉が死語になるのは、いいこと！』”. ホンネの“子供おばさん”日記. 2021年4月19日閲覧。
2. ↑  4コマ漫画「子供おばさんと大人女子」　2016年10月13日
3. ↑  All About　ひかりプロフィール
4. ↑  コラムニスト・ひかり (2019年12月18日). “[https://twitter.com/olhikari/status/1207324066807336962?s=20 「子供おばさん」という言葉は、悪口に思われがちだけど、私も含め子供おばさんだし、“普通の一般的な人”を基準にしています。
だからこそ、「大人女子になる秘訣＝一歩先の幸せ」を提案しているんです。一昔前に流行った「オバタリアン」という言葉とは、そこがちょっと違うところかもしれません。]”. @olhikari. 2019年12月19日閲覧。
5. ↑  婚活するなら結婚相談所のツヴァイ(ZWEI). “コラムニスト・ひかりの恋愛コラム - 【業界最大級】結婚相談所・婚活するならツヴァイ ZWEI｜会員数9.4万人”. 【業界最大級】結婚相談所・婚活するならツヴァイ　ZWEI｜会員数9.4万人 - 本気の婚活するなら安心、大手の結婚相談所ツヴァイ。会員数は業界最大級の9.4万人！成婚までプロのカウンセラーがサポート。全国53店舗は業界No.1。. 2024年7月20日閲覧。